# 阻尼萊曼α系
阻尼萊曼α系 或阻尼萊曼α吸收系（Damped Lyman alpha systems, Damped Lyman alpha absorption systems）是在類星體光譜中檢測到的莱曼α阻尼吸收线特征，定义为其相应中性氢气体柱密度大於1020.3原子/公分2，即{\displaystyle \log \left(N_{\mathrm {HI} }/\mathrm {cm} ^{-2}\right)\geq 20.3}(Smith et al. 2005)。
所觀測到的中性氫萊曼α線因為輻射阻尼而使吸收譜線變寬。（Coles & Lucchin 2002；Lanzetta 2001）這些系統因為顯示出很大的紅移而很重要，它們主導了宇宙充滿了中性氫的時期，並且意味著在測量時無需做電離的修正(Lanzetta 2001)。阻尼萊曼α系的高中性氫列密度也在典型的銀河視線方向上，和其他鄰近的星系。因此曾被觀測到的阻尼萊曼α系，在所有的紅移上都被認為是氣體豐富的星系。